# Emma Holmgren
Emma Holmgren, född den 13 maj 1997 i Uppsala, är en svensk fotbollsmålvakt som spelar för spanska Levante.

## Klubbkarriär
Holmgrens moderklubb är Gamla Upsala SK. Den 25 augusti 2012 debuterade Holmgren i A-laget i en 2–1-förlust mot Bele Barkarby IF i Division 2. Därefter spelade hon för Vaksala SK.
I augusti 2014 gick Holmgren till IK Sirius. Inför säsongen 2017 värvades Holmgren av Hammarby IF. Efter säsongen 2017 förlängde hon sitt kontrakt med två år.
I november 2018 värvades Holmgren av Linköpings FC. I december 2019 gick Holmgren till IK Uppsala, där hon skrev på ett ettårskontrakt. Hon spelade samtliga 22 ligamatcher under säsongen 2020, då IK Uppsala blev nedflyttade ur Damallsvenskan.
Den 20 november 2020 värvades Holmgren av Eskilstuna United, där hon skrev på ett treårskontrakt. I augusti 2021 värvades Holmgren av franska Lyon, där hon skrev på ett tvåårskontrakt. Holmgren debuterade i Division 1 Féminine den 31 oktober 2021 i en 6–1-seger på bortaplan över Soyaux.
I juli 2023 värvades Holmgren av spanska Levante, där hon skrev på ett tvåårskontrakt.

## Landslagskarriär
Holmgren var uttagen för att representera Sverige i U19-EM i Israel 2015.